# El jardín de Venus
El jardín de Venus va ser una sèrie de televisió emesa per TVE en la temporada 1983-1984 i dirigida pel reconegut cineasta José María Forqué.

## Argument
La sèrie recreava 13 contes eròtics (un per episodi), inspirats en relats d'autors com Giovanni Boccaccio (El Decameró) - 5 primers episodis-, Guy de Maupassant - 4 episodis-, María de Zayas - 3 episodis - i Brauli Foz i Burgués (últim episodi). L'escenari natural on transcorrien les peripècies dels personatges era el Castell de Viñuelas, on els uns i les altres buscaven consumar els seus anhels amorosos.
El cost mitjà per capítol va ser de 18.014.280 pessetes.

## Episodis
- El venerable celestino (Giovanni Boccaccio, 11 d'octubre de 1983)
- La grulla. El viejo engañado. Cornudo y apaleado (de Giovanni Boccaccio, 18 d'octubre de 1983)
- Las adúlteras discretas. El árbol encantado (de Giovanni Boccaccio, 25 d'octubre de 1983)
- El frívolo a palos. El halcón de Federico (de Giovanni Boccaccio, 1 de novembre de 1983)
- La princesa de Babilonia (de Giovanni Boccaccio, 8 de novembre de 1983)
- Salvada (de Guy de Maupassant, 15 de novembre de 1983)
- Imprudencia (de Guy de Maupassant, 22 de novembre de 1983)
- Condecorado (de Guy de Maupassant, 29 de novembre de 1983)
- Junto al Lecho (de Guy de Maupassant, 6 de desembre de 1983)
- El prevenido engañado (Serafina) (de Maria de Zayas, 13 de desembre de 1983)
- El prevenido engañado (Violante) (de Maria de Zayas, 20 de desembre de 1983)
- El prevenido engañado (Gracia) (de Maria de Zayas, 3 de gener de 1984)
- Pedro Saputo (de Brauli Foz i Burgués, 10 de gener de 1984)

## Repartiment
- Fernando Fernán Gómez
- Verónica Forqué
- Ana Gracia
- Juanjo Menéndez
- Adriana Ozores
- Victoria Vera
- Ana Torrent
- José Sazatornil
- Agustín González
- Carme Elias
- Esperanza Roy
- Mercedes Sampietro
- Fernando Delgado
- María José Goyanes
- Mari Carmen Prendes
- Juan Ribó